# 2011 في العراق
أحداث العام 2011 في العراق.

## في المنصب
- الرئيس: جلال طالباني
- رئيس الوزراء: نوري المالكي
- نائب الرئيس: خضير الخزاعي (ابتداء من 13 مايو)، طارق الهاشمي، عادل عبد المهدي (حتى 11 يوليو)
- حكومة إقليم كردستان العراق (منطقة الحكم الذاتي)
  - الرئيس: مسعود برزاني
  - رئيس الوزراء: برهم صالح

## الأحداث
- الاحتجاجات العراقية 2011
- الاحتجاجات الكردية في العراق 2011

### كانون الثاني / يناير
- 19 يناير – الهجمات الانتحارية العراقية 2011 يناير في محافظة ديالى العراقية.[1]
- 24 يناير / كانون الثاني – سلسلة من التفجيرات في بغداد وفي كربلاء ومقتل 33 شخصا على الأقل بعد أقل من أسبوع على هجمات مماثلة أودت بحياة 133 شخصاً.

### مايو
- 3 مايو – انفجار سيارة مفخخة في الدورة في بغداد ومقتل 9 على الأقل وإصابة أكثر من 27 آخرين.[2]

## وفيات
- لوثر إيشو
- زكي جميل حافظ
- عامر سليمان
- عبد الغني الراوي
- عبد الله كاظم رويد
- فوزي رشيد
- محمد غني حكمت
- محمود أمين الجليلي
- محمود عبد الوهاب
- هادي المهدي
- هلال ناجي
- محمد عزاوي علي
- أبو نعال (أنعام)